# Majoranplatz

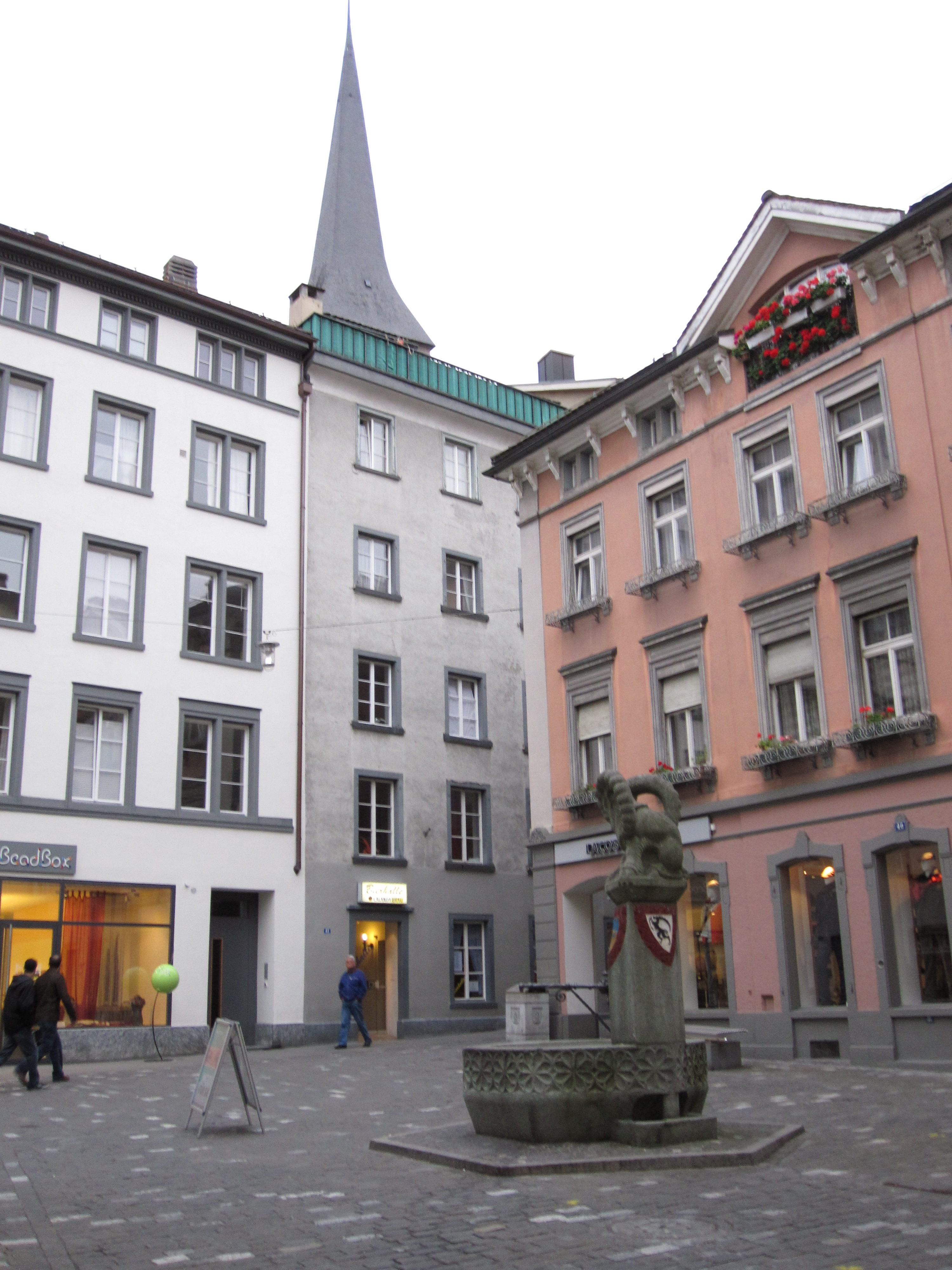
Der Majoranplatz in Chur, im Hintergrund der Turm der Martinskirche

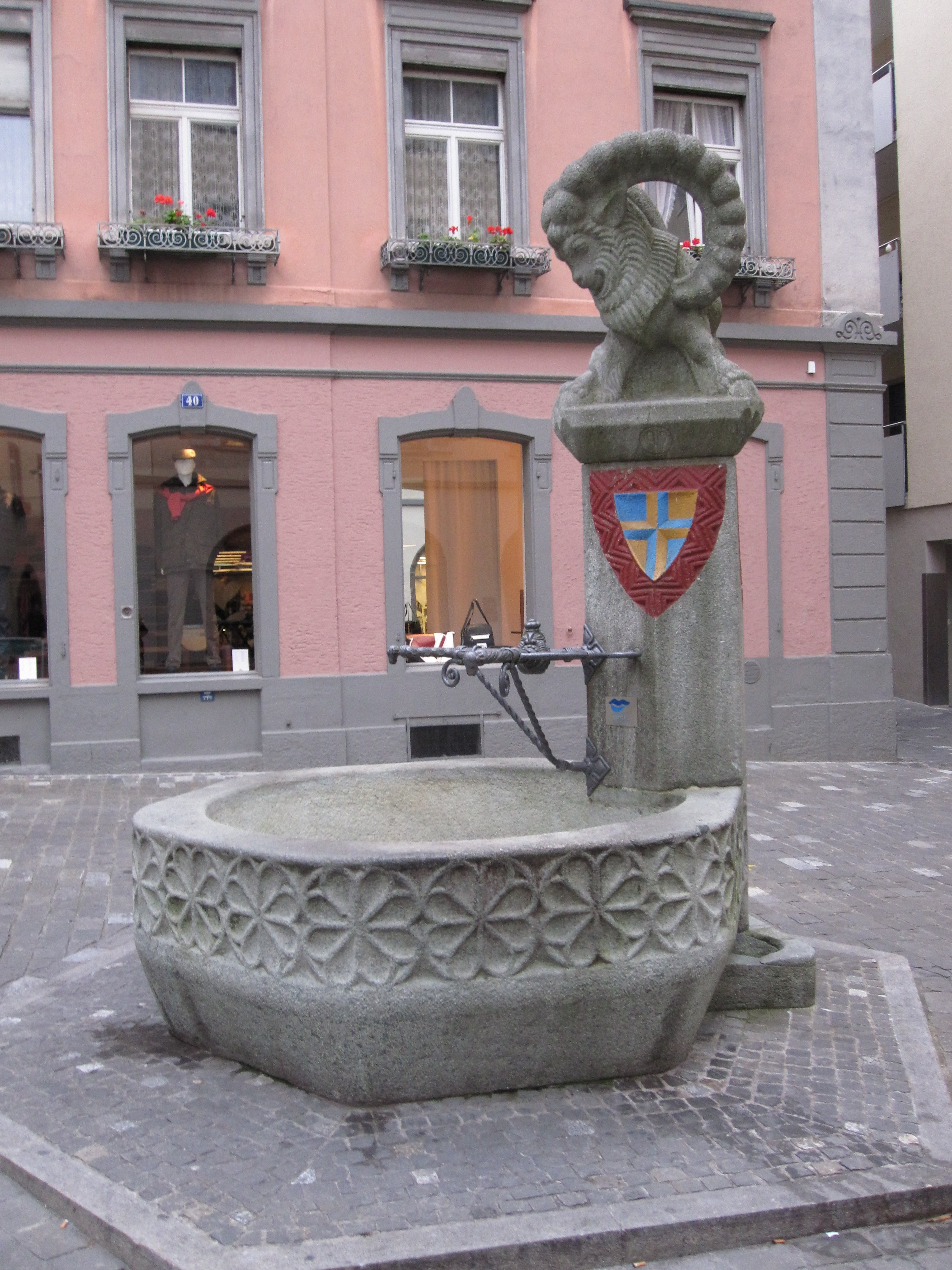
Brunnen auf dem Majoranplatz mit dem Wappen des Zehngerichtenbundes, rechts zu sehen die Hundetränke

Der Majoranplatz in der Bündner Hauptstadt Chur befindet sich im Herzen der Altstadt am Ende der Poststrasse und am Kreuzpunkt der spätmittelalterlichen Nord-Süd- und West-Ost-Transitachsen. Er hat nahezu die Form eines Quadrats und ist von den typischen Reihenhäusern aus der Wiederaufbauzeit nach dem Churer Grossbrand von 1464 umgeben.

## Name
Die Herkunft des Namens ist nicht geklärt. Sie könnte zurückgehen auf das mittelalterliche Amt des Meiers, der den bedeutenden innerstädtischen Marktflecken betrieb, oder auf die Grösse des Platzes anspielen (lateinisch maior = grösser, (im Vergleich) recht gross).

## Gestaltung
Inmitten des gepflasterten und dem Langsamverkehr vorbehaltenen Platzes steht ein hexagonal gebauter Brunnen, auf dessen Stele das Bündner Wappentier, der Steinbock, in liegender Wachhaltung ruht, weswegen der Brunnen auch Steinbockbrunnen heisst. Auf jeder der drei Seiten der Stele am Brunnenstock ist – analog zum Vazerol-Denkmal auf dem Regierungsplatz – jeweils eines der Wappen des Freistaats der Drei Bünde angebracht.
Der Steinbockbrunnen ist der einzige Brunnen in Chur, der über eine Hundetränke verfügt.